# Hessenheim
Ne doit pas être confondu avec Essenheim.
Hessenheim [esənaim] est une commune française située dans la circonscription administrative du Bas-Rhin et, depuis le 1er janvier 2021, dans le territoire de la Collectivité européenne d'Alsace, en région Grand Est.
Cette commune se trouve dans la région historique et culturelle d'Alsace.

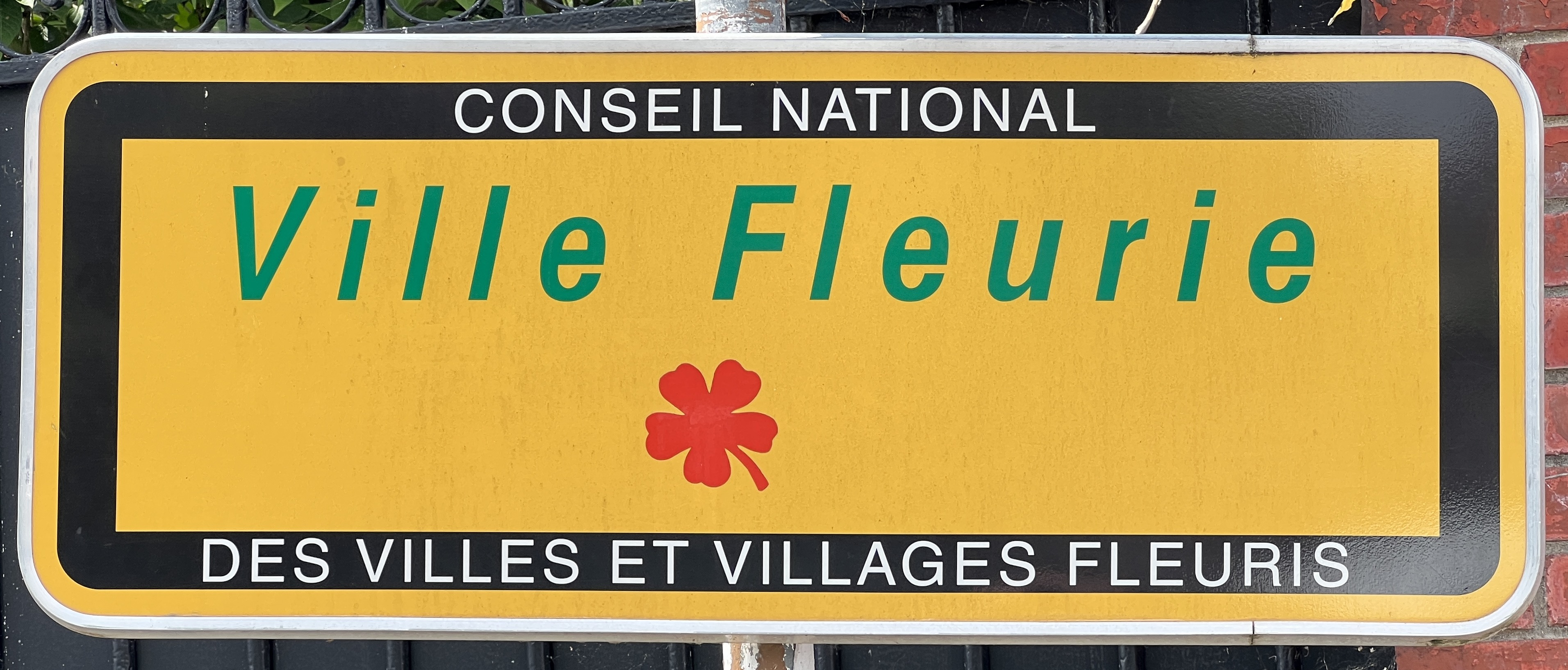
La récompense "Ville Fleurie", également connue sous le nom de "Villes et Villages fleuris, anciennement appelée concours, a été créée en 1959 en France pour promouvoir le fleurissement, l'environnement de vie et les espaces verts.

## Géographie

### Localisation
Hessenheim est un village faisant partie du canton de Marckolsheim et de l'arrondissement de Sélestat-Erstein. Les habitants sont connus sous le nom de Hessenheimois. La population est qualifiée sous le sobriquet alsacien de Holtzbeerla (poires dures). Le village est situé à 13 km de Sélestat la grande agglomération de la moyenne Alsace. Le village est essentiellement agricole.

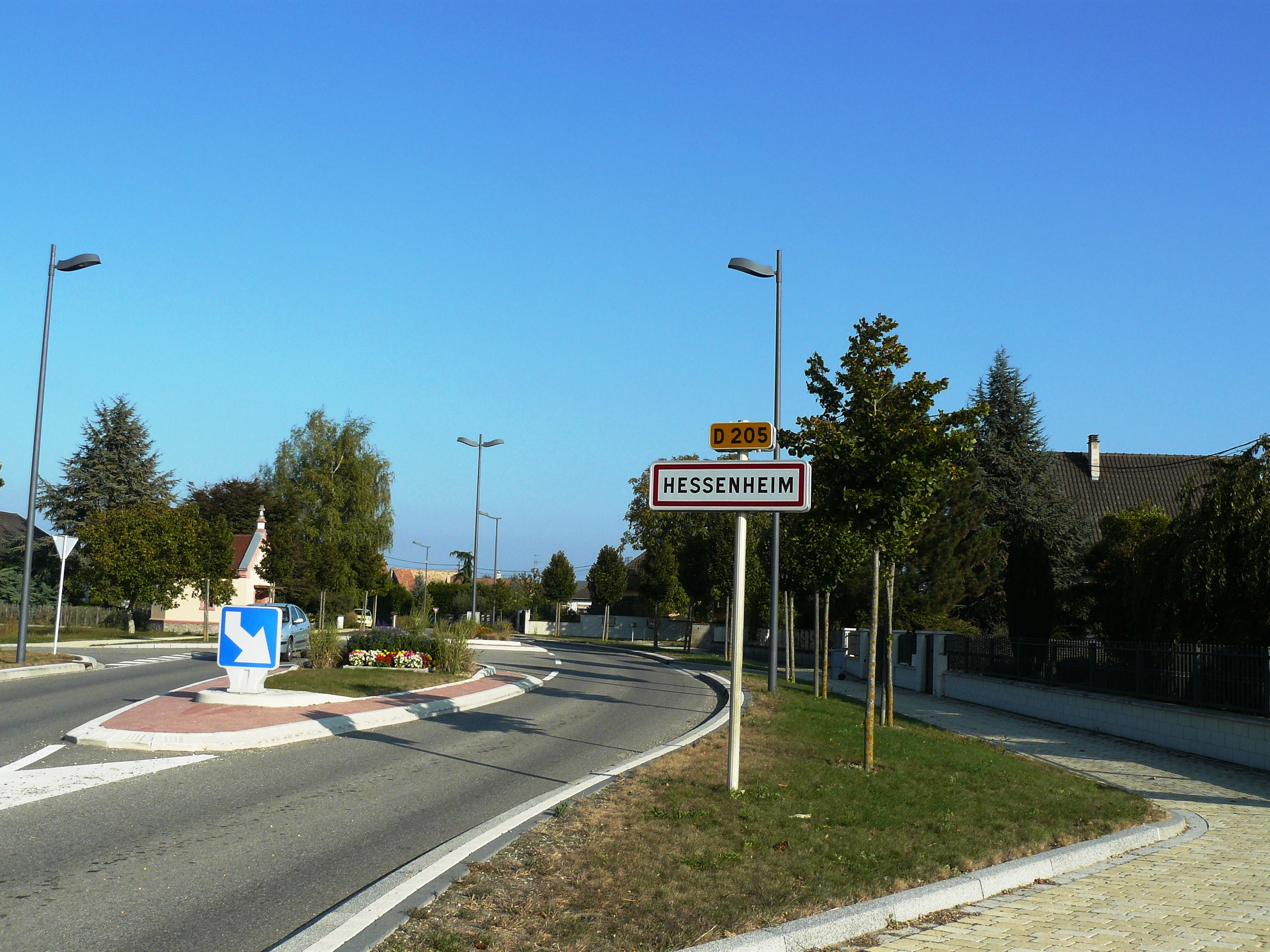
Entrée du village de Hessenheim.

### Communes limitrophes
|                       | Bœsenbiesen |            |
| Mussig                | Hessenheim  | Artolsheim |
| Heidolsheim Ohnenheim | Mackenheim  | Bootzheim  |

### Hydrographie

#### Réseau hydrographique
La commune est dans le bassin versant du Rhin au sein du bassin Rhin-Meuse. Elle est drainée par le canal du Rhone au Rhin,.
Le canal du Rhône au Rhin, d'une longueur de 133 km, relie la Saône, affluent navigable du Rhône, au Rhin, par la vallée du Doubs et son prolongement en Haute Alsace jusqu'à Niffer sur le Rhin, un autre prolongement rejoignant Strasbourg par la canalisation de l'Ill. 

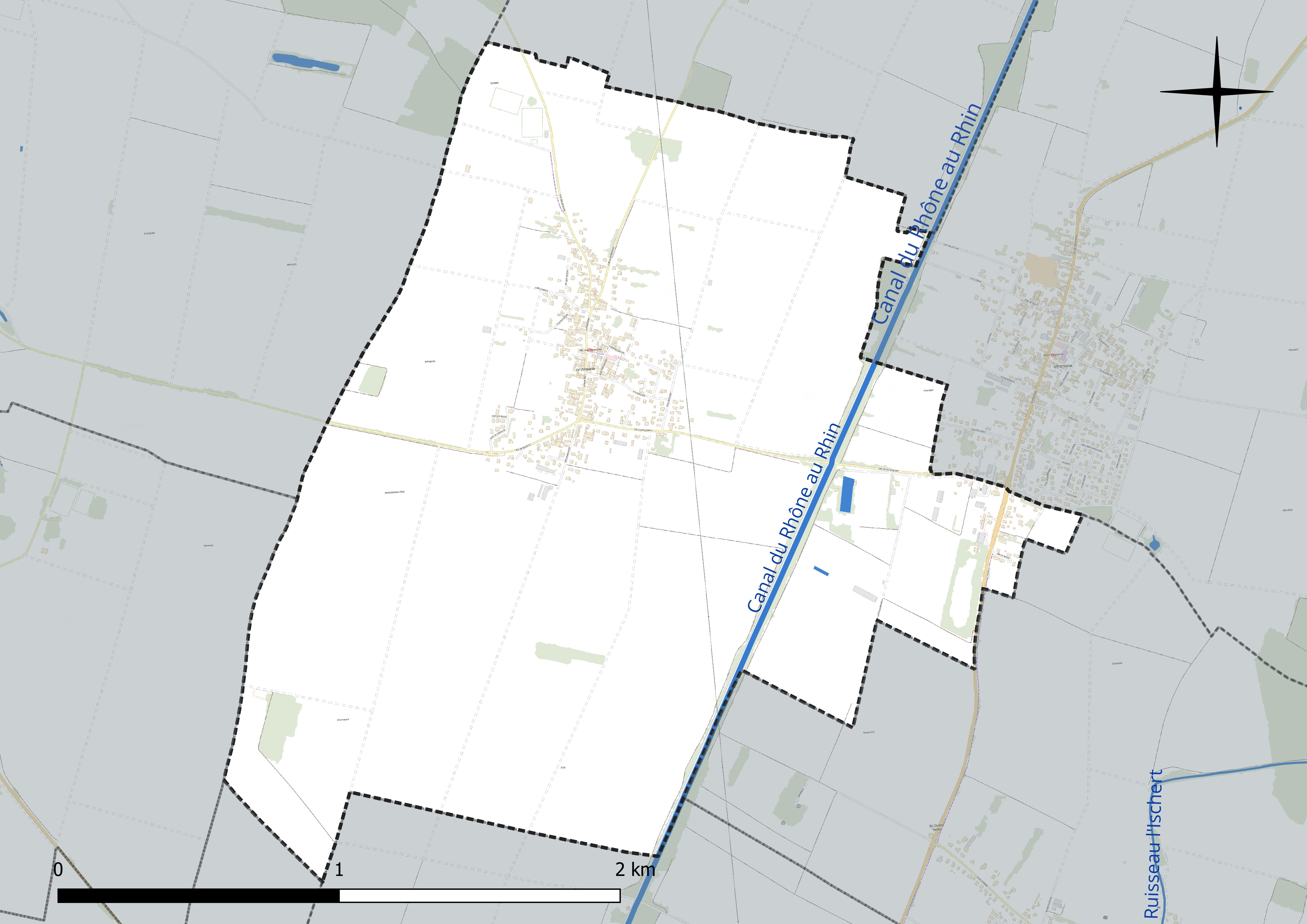
Réseau hydrographique de Hessenheim.

#### Gestion et qualité des eaux
Le territoire communal est couvert par le schéma d'aménagement et de gestion des eaux (SAGE) « Ill Nappe Rhin ». Ce document de planification concerne la nappe phréatique rhénane, les cours d'eau de la plaine d'Alsace et du piémont oriental du Sundgau, les canaux situés entre l'Ill et le Rhin et les zones humides de la plaine d'Alsace. Le périmètre s’étend sur 3 596 km2. Il a été approuvé le 17 janvier 2005. La structure porteuse de l'élaboration et de la mise en œuvre est la région Grand Est. 
La qualité des cours d’eau peut être consultée sur un site dédié géré par les agences de l’eau et l’Agence française pour la biodiversité. 

### Climat
Pour des articles plus généraux, voir Climat du Grand Est et Climat du Bas-Rhin.
En 2010, le climat de la commune est de type climat océanique altéré, selon une étude du Centre national de la recherche scientifique s'appuyant sur une série de données couvrant la période 1971-2000. En 2020, Météo-France publie une typologie des climats de la France métropolitaine dans laquelle la commune est exposée à un climat semi-continental et est dans la région climatique  Alsace, caractérisée par une pluviométrie faible, particulièrement en automne et en hiver, un été chaud et bien ensoleillé, une humidité de l’air basse au printemps et en été, des vents faibles et des brouillards fréquents en automne (25 à 30 jours). 
Pour la période 1971-2000, la température annuelle moyenne est de 10,5 °C, avec une amplitude thermique annuelle de 17,8 °C. Le cumul annuel moyen de précipitations est de 580 mm, avec 7,6 jours de précipitations en janvier et 9,2 jours en juillet. Pour la période 1991-2020, la température moyenne annuelle observée sur la station météorologique de Météo-France la plus proche, « Selestat Sa », sur la commune de Sélestat à 9 km à vol d'oiseau, est de 11,4 °C et le cumul annuel moyen de précipitations est de 621,1 mm. 
La température maximale relevée sur cette station est de 39,3 °C, atteinte le 13 août 2003 ; la température minimale est de −17 °C, atteinte le 20 décembre 2009,,. 
Les paramètres climatiques de la commune ont été estimés pour le milieu du siècle (2041-2070) selon différents scénarios d'émission de gaz à effet de serre à partir des nouvelles projections climatiques de référence DRIAS-2020. Ils sont consultables sur un site dédié publié par Météo-France en novembre 2022.

## Urbanisme

### Typologie
Au 1er janvier 2024, Hessenheim est catégorisée commune rurale à habitat dispersé, selon la nouvelle grille communale de densité à sept niveaux définie par l'Insee en 2022.
Elle est située hors unité urbaine. Par ailleurs la commune fait partie de l'aire d'attraction de Sélestat, dont elle est une commune de la couronne,. Cette aire, qui regroupe 37 communes, est catégorisée dans les aires de 50 000 à moins de 200 000 habitants,.

### Occupation des sols
L'occupation des sols de la commune, telle qu'elle ressort de la base de données européenne d’occupation biophysique des sols Corine Land Cover (CLC), est marquée par l'importance des territoires agricoles (91,7 % en 2018), une proportion sensiblement équivalente à celle de 1990 (92,4 %). La répartition détaillée en 2018 est la suivante : 
terres arables (91,7 %), zones urbanisées (8 %), forêts (0,3 %). L'évolution de l’occupation des sols de la commune et de ses infrastructures peut être observée sur les différentes représentations cartographiques du territoire : la carte de Cassini (XVIIIe siècle), la carte d'état-major (1820-1866) et les cartes ou photos aériennes de l'IGN pour la période actuelle (1950 à aujourd'hui).

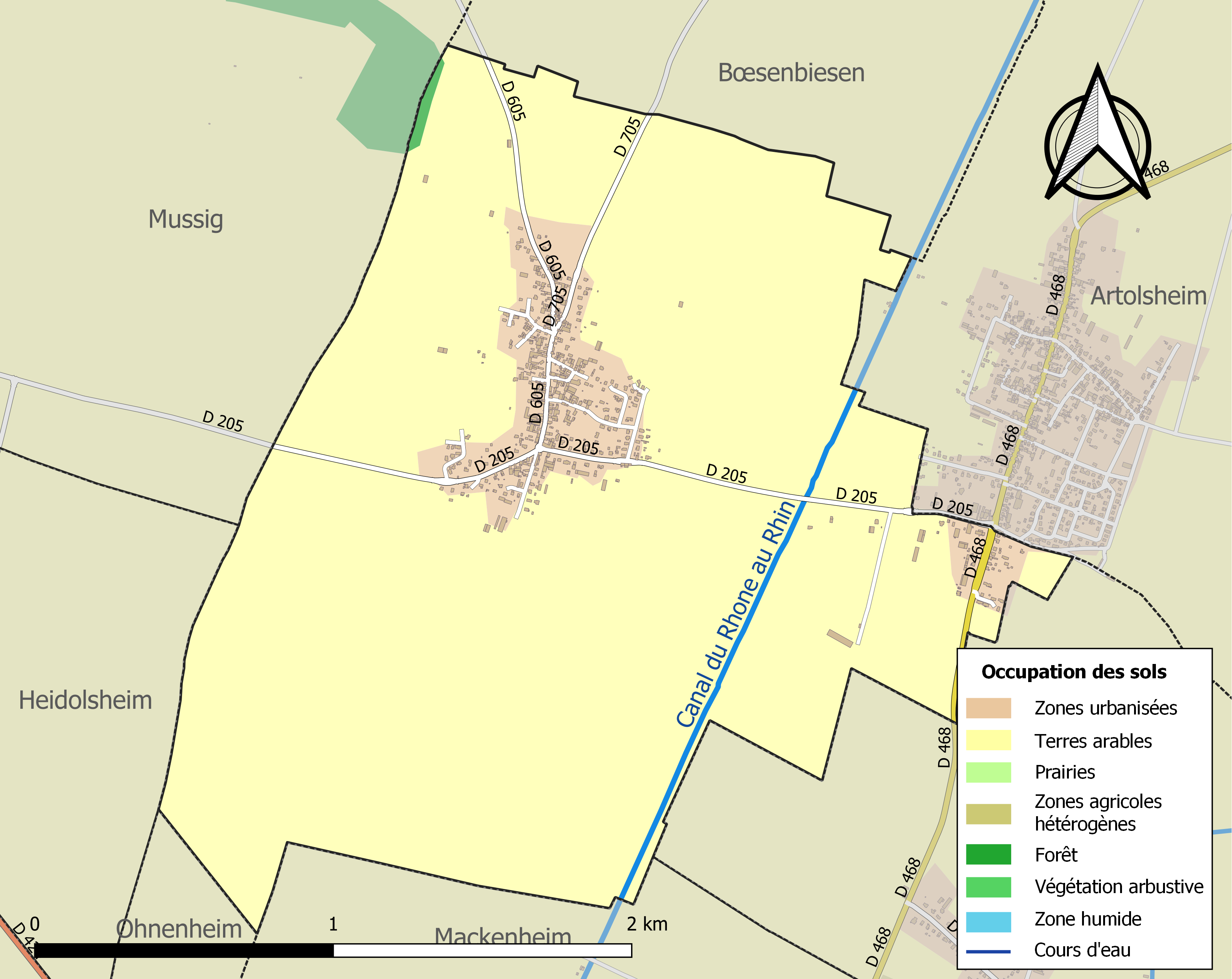
Carte des infrastructures et de l'occupation des sols de la commune en 2018 (CLC).

## Toponymie
- Hessinsheim, 1183 ;
- Hessesheim, 1215 ;
- Hessesheim, 1392 ;
- Hessenheim, 1708.

### Origine du nom
L'origine du nom du village pourrait provenir du nom germanique de Hesso, du nom de la région de la Hesse (Allemagne) dont sont originaires les premiers habitants du domaine, et de Heim, demeure, village.

## Histoire
Le  site a déjà été occupé sous l'époque romaine comme le prouve l'existence d'un cimetière de l'époque de l'empereur Valens du IVe siècle qui a été mis au jour avec un important mobilier. Ce sont ensuite les Mérovingiens qui ont occupé la région. Plus tard, au XIIe siècle, ce sont des mercenaires germains qui occuperont la plaine à la demande du pouvoir impérial. Le village est ainsi colonisé par des habitants de la Hesse, des Saxons à Saasenheim, et des Souabes à Schwobsheim. Au cours du Moyen Âge, c'est l'évêque de Strasbourg qui tient le village en fief, tenu par les landgraves de Werd, et à ce titre, partie du bailliage de Marckolsheim. Pendant la guerre de Trente Ans, le village est décimé. Le village de Shnellenbühl situé à 3 km de Hessenheim est entièrement rasé par les Suédois. Ce village aujourd'hui complètement disparu ne possède plus que deux ou trois maisons.

## Politique et administration

### Liste des maires
| Période                                  | Période                   | Identité                                            | Étiquette | Qualité |
| ---------------------------------------- | ------------------------- | --------------------------------------------------- | --------- | ------- |
| Les données manquantes sont à compléter. |                           |                                                     |           |         |
| mars 2001                                | mars 2008                 | Didier Taglang                                      |           |         |
| mars 2008                                | En cours (au 31 mai 2020) | Anne-Louise Ulrich, Réélue pour le mandat 2020-2026 |           |         |

## Population et société

### Démographie
L'évolution du nombre d'habitants est connue à travers les recensements de la population effectués dans la commune depuis 1793. Pour les communes de moins de 10 000 habitants, une enquête de recensement portant sur toute la population est réalisée tous les cinq ans, les populations de référence des années intermédiaires étant quant à elles estimées par interpolation ou extrapolation. Pour la commune, le premier recensement exhaustif entrant dans le cadre du nouveau dispositif a été réalisé en 2004.

En 2022, la commune comptait 614 habitants, en évolution de −1,13 % par rapport à 2016 (Bas-Rhin : +3,17 %, France hors Mayotte : +2,11 %).
| 1793 | 1800 | 1806 | 1821 | 1831 | 1836 | 1841 | 1846 | 1851 |
| ---- | ---- | ---- | ---- | ---- | ---- | ---- | ---- | ---- |
| 285  | 272  | 299  | 411  | 419  | 471  | 462  | 498  | 594  |

| 1856 | 1861 | 1866 | 1871 | 1875 | 1880 | 1885 | 1890 | 1895 |
| ---- | ---- | ---- | ---- | ---- | ---- | ---- | ---- | ---- |
| 573  | 580  | 556  | 539  | 474  | 464  | 471  | 454  | 472  |

| 1900 | 1905 | 1910 | 1921 | 1926 | 1931 | 1936 | 1946 | 1954 |
| ---- | ---- | ---- | ---- | ---- | ---- | ---- | ---- | ---- |
| 474  | 494  | 460  | 458  | 432  | 420  | 392  | 435  | 403  |

| 1962 | 1968 | 1975 | 1982 | 1990 | 1999 | 2004 | 2006 | 2009 |
| ---- | ---- | ---- | ---- | ---- | ---- | ---- | ---- | ---- |
| 363  | 356  | 373  | 435  | 438  | 464  | 510  | 518  | 574  |

| 2014 | 2019 | 2022 | - | - | - | - | - | - |
| ---- | ---- | ---- | - | - | - | - | - | - |
| 593  | 619  | 614  | - | - | - | - | - | - |

## Culture locale et patrimoine

### Lieux et monuments
- L'église Saint-Laurent

L'église paroissiale et son curé sont cités dès 1371. C'est sans doute de cette époque que date le clocher médiéval. Le clocher-chœur pourrait avoir été fortifié. Entre 1659 et 1672, le curé Théobold Jacobi administre la paroisse. À partir du XVIIe siècle, vraisemblablement en 1666, l'église est remaniée. L'église menaçant ruine est ensuite démolie, puis reconstruite entre 1858 et 1865 sous le mandat du curé Jean Baptiste Fritsch puis par François Jean Bleniat. Ce dernier fait construire le presbytère qui reste toujours debout à l'heure actuelle. En 1875, une nouvelle horloge est installée, puis le clocher est rehaussé d'un étage. En 1887, l'horloge qui devenait défaillante est réparée. Le curé Bléniat verse de sa poche une somme de 20 000 francs. Les curés Fritsch et Bleniat sont inhumés tous les deux au cimetière du village situé à proximité de l'église.
La flèche du clocher porte un ange du jugement dernier avec une trompette, ornement sans doute unique en Alsace.

### Galerie

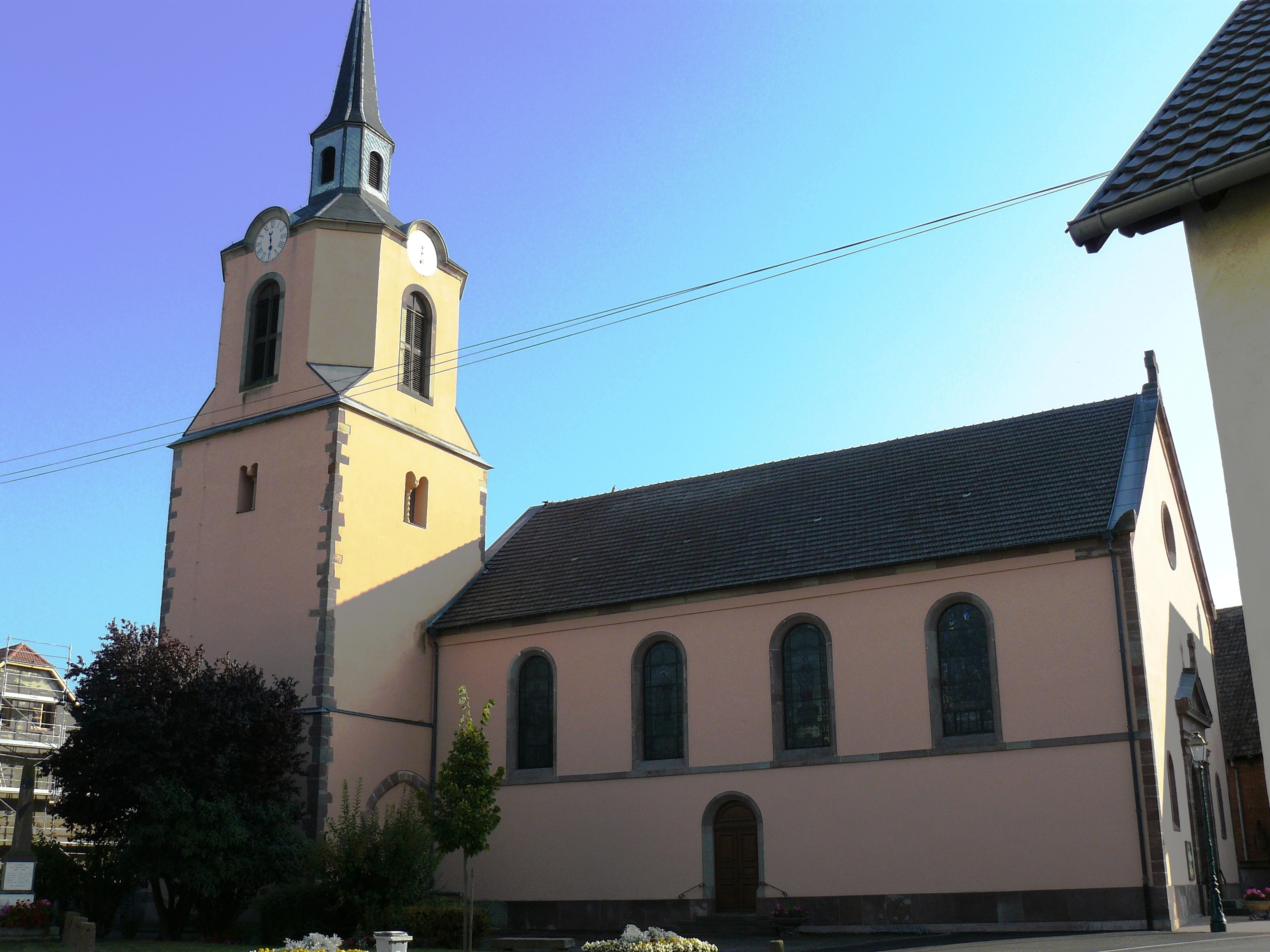
Église Saint-Laurent.
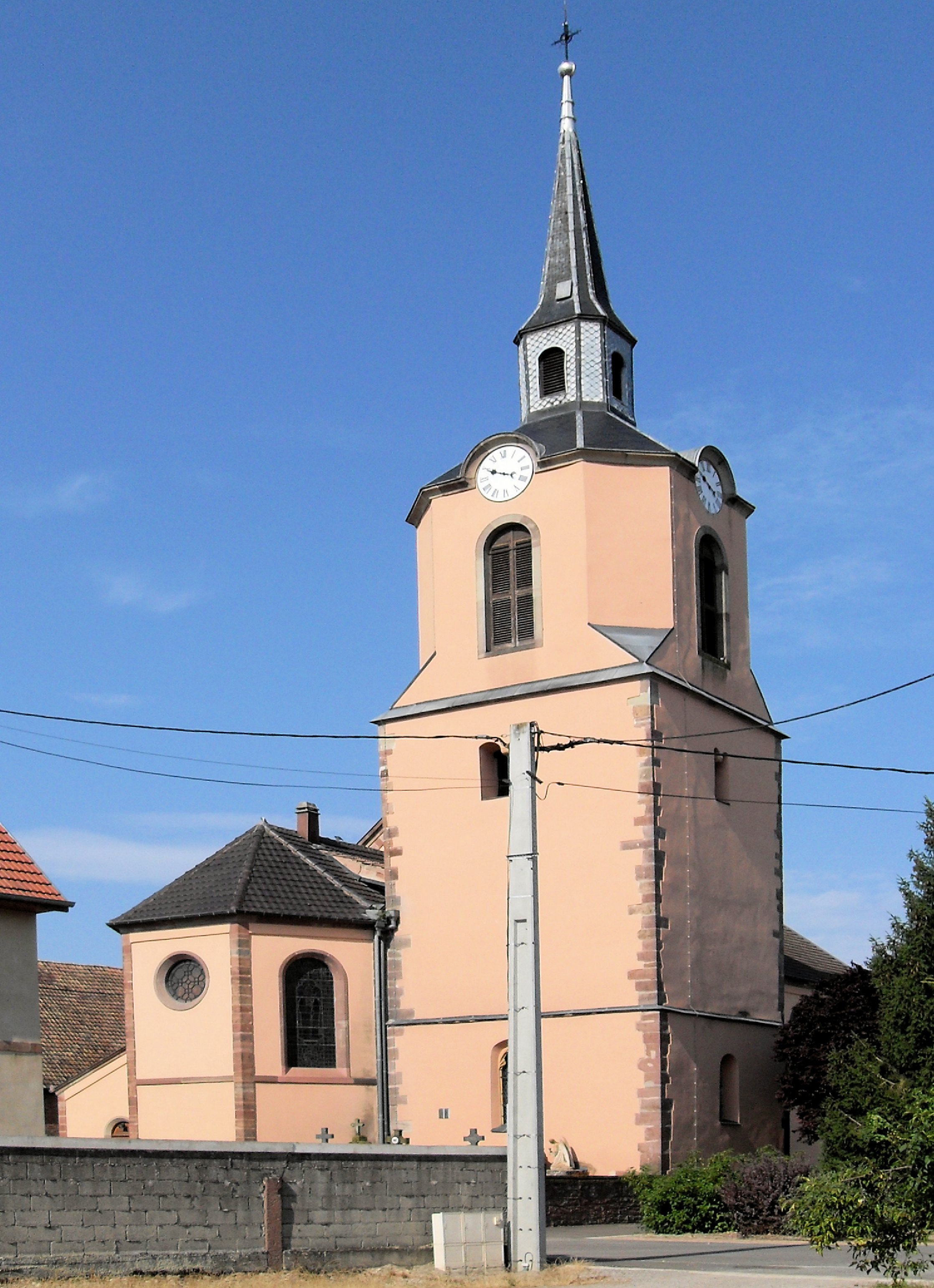
Clocher de l'église.
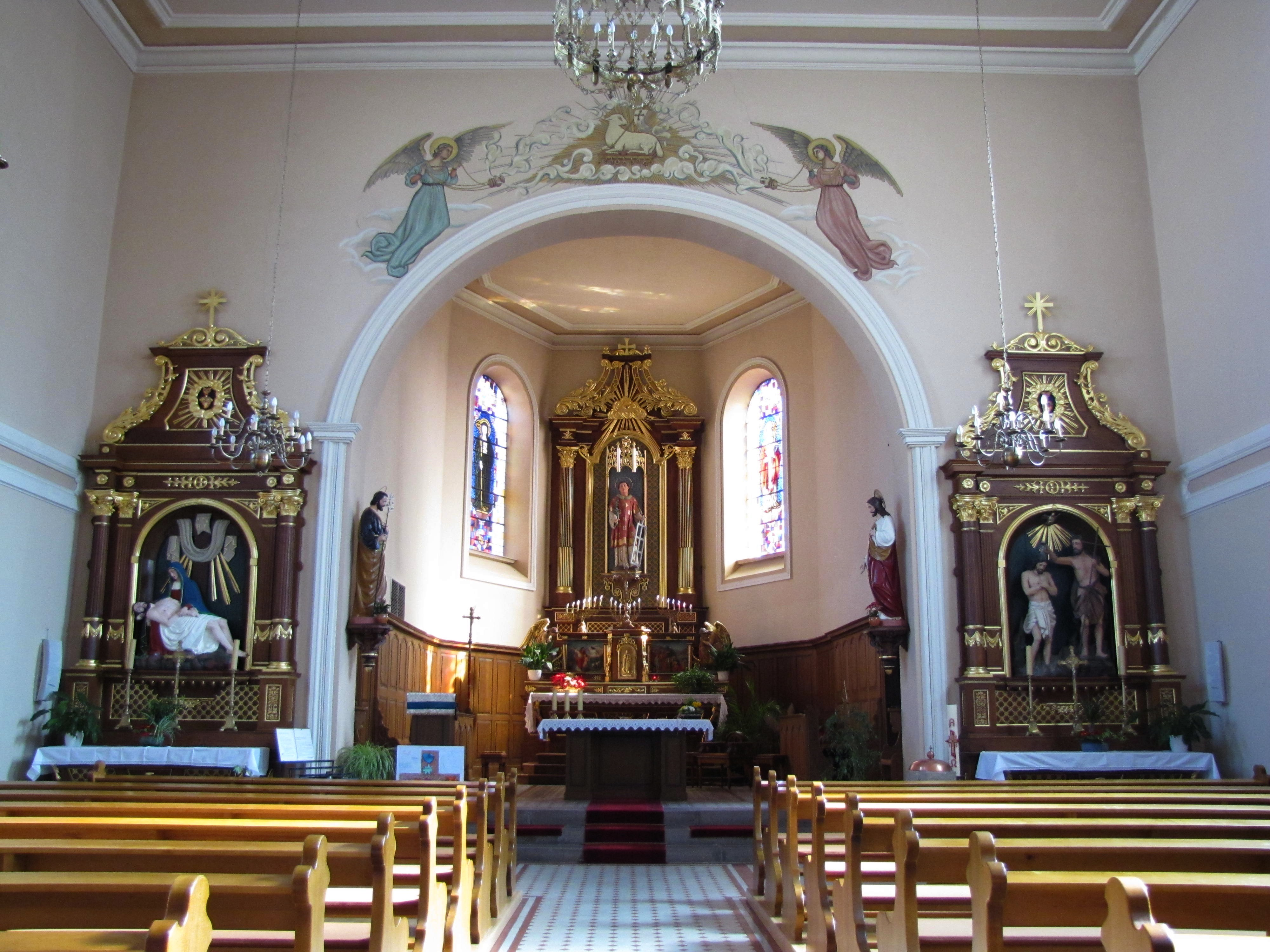
Vue intérieure vers le chœur.
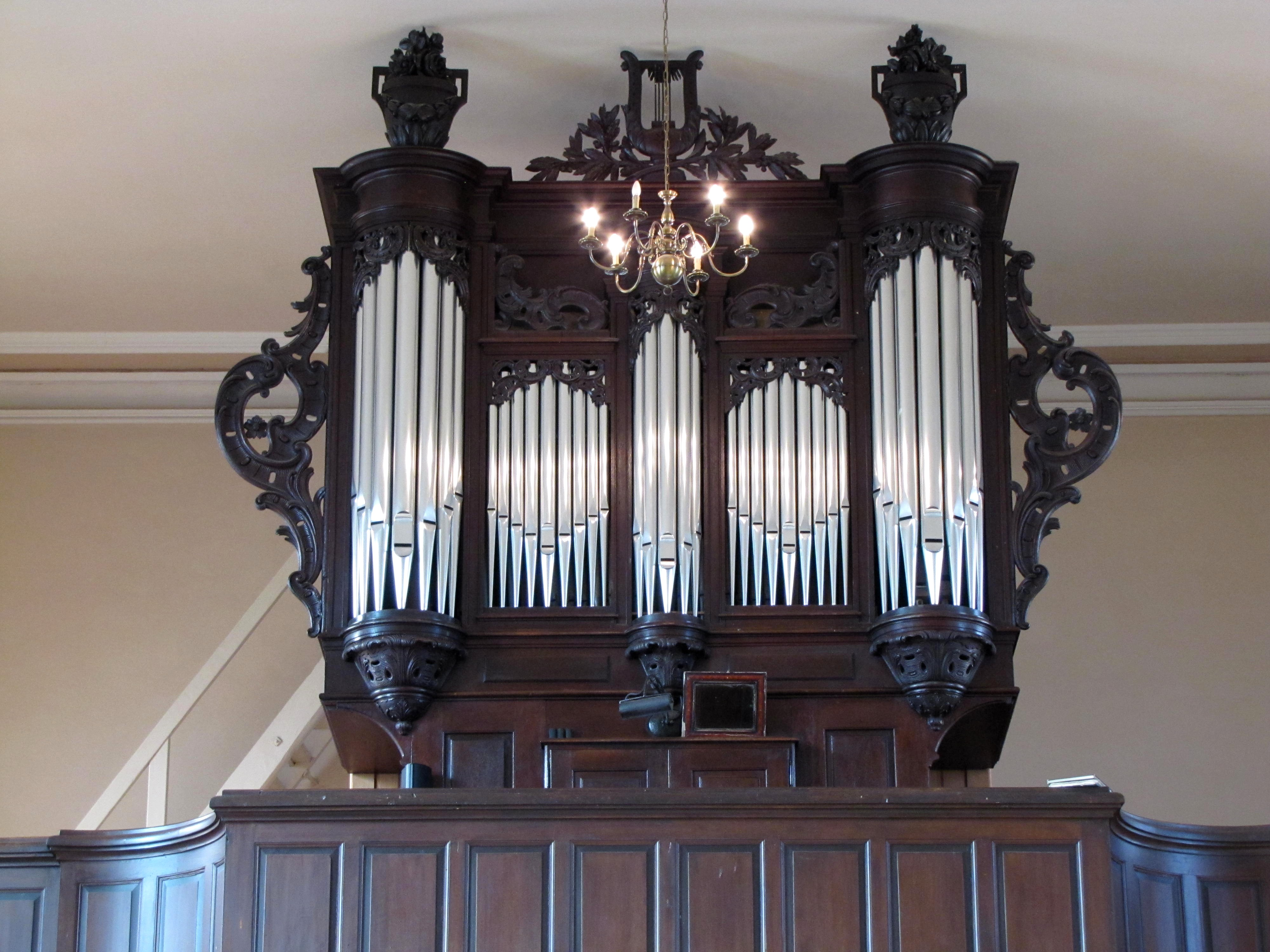
Orgue Jean-André Silbermann (1760).

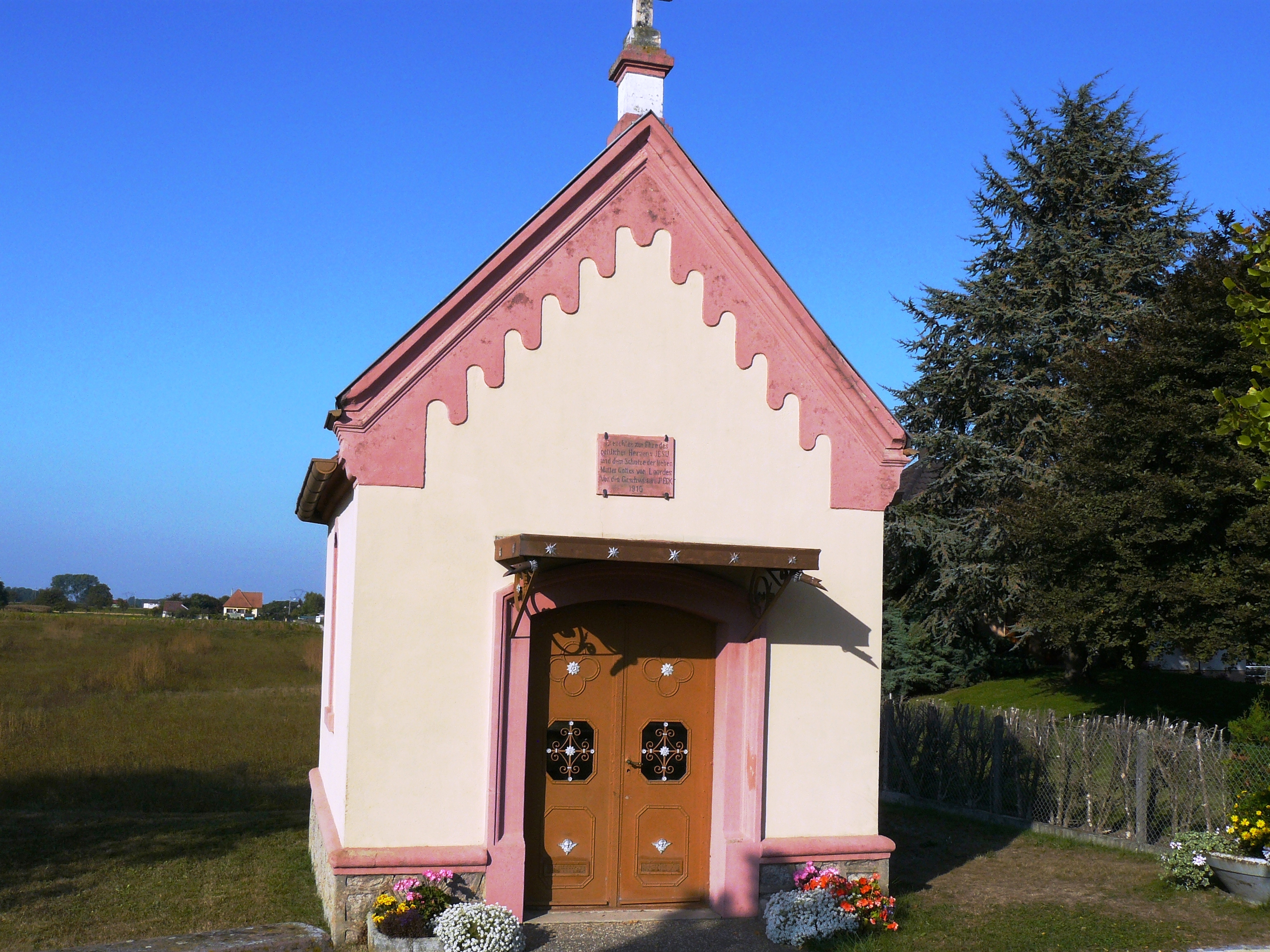
Chapelle fermée (1910).

- Presbytère.

- Chapelle fermée.

Il existe plusieurs chapelles fermées qui sont des lieux de dévotion très répandus dans le Ried. Elles servent de stations notamment lors des processions locales. Ces chapelles sont amoureusement entretenues par de pieuses mains. Cette chapelle dédiée en l'honneur du sacré Cœur de Jésus et de Notre-Dame de Lourdes, a été construite en 1910 et financée par les sœurs Pierrine et Stéphanie Eck qui en fait don à la paroisse le 4 octobre 1917. Un temps laissée à l'abandon, cette chapelle a bénéficié de divers travaux de rénovation entrepris par des membres du conseil de fabrique de la paroisse de Hessenheim. En 1992 une réfection des murs extérieurs a permis de rénover la façade qui en avait bien besoin. La toiture quant à elle a été refaite en 1997. La statue de sainte Bernadette qui avait été volée, et qui depuis a été retrouvée a subi une restauration. Durant certaines époques, la chapelle a été l'objet d'offices célébrés à l'intérieur même du bâtiment, comme la messe des enfants chaque mercredi matin.
- La maison commune.
- Maisons avec portes cochères.

### Héraldique
| Blason de Hessenheim | Blason  | D'argent à la bande de gueules dont la moitié dextre est fleuronnée et contre-fleuronnée de sinople. |
| Blason de Hessenheim | Détails | |